# 恰同学少年 (书籍)
《恰同学少年》是作家黄晖的在2007年出版的一本青春励志长篇小说。这本小说根据四年前黄晖创作的《恰同学少年》电视剧的剧本改写而成。

## 故事概要
该书主要叙述了1913年毛泽东、萧子升、萧三、蔡和森、罗章龙、何叔衡、李维汉等等考取湖南第一师范到1918年从湖南第一师范毕业这四年发生的故事。既写出了毛泽东、萧子升、萧三、蔡和森、罗章龙、何叔衡、李维汉等青年学子积极向上、拼搏进取的精神风貌，也描述了他们和女学生杨开慧、陶斯咏、向警予等纯洁真挚的爱情。该书还塑造了一批教育巨匠：孔昭绶、杨昌济、袁吉六、易培基、徐特立。

## 全书主旨
该书通过讲述毛泽东、蔡和森、萧子升等人在战火纷飞、山河破碎年代艰辛的求学、立志改造中国的故事，来表达作者对青年的期望和教育，书中多次提到大学者梁启超《少年中国说》中的：“少年智则国智，少年富则国富，少年强则国强，少年独立则国独立，少年自由则国自由，少年进步则国进步，少年胜于欧洲，则国胜于欧洲，少年雄于地球，则国雄于地球。”显示了作者对青年一代的殷切期望。

## 作者简介
黄晖，曾是电视剧《恰同学少年》的编剧，也藉此荣获第26届“中国电视剧飞天奖”优秀编剧奖。

## 主要人物
- 毛泽东
- 蔡和森
- 萧子升
- 萧三
- 孔昭绶
- 方维夏
- 徐特立
- 袁吉六
- 易培基
- 杨开慧
- 向警予
- 陶斯咏
- 王子鹏
- 阿秀
- 何叔衡
- 张昆弟
- 罗学瓒
- 陈章甫
- 郭亮
- 蔡畅
- 李维汉
- 罗章龙
- 周世钊

## 争议
人民网网友曾质疑毛泽东怎么会为买一本书而与书商发生争执。作者黄晖回应说：“这是我编的，责任都在我。我也在网上看到过网友的质疑，说19岁的毛泽东学识渊博、思想深邃、彬彬有礼、胸怀救国救民的远大理想和抱负，不应该是这副愣头青模样，这场戏丑化了主席形象。可我不这么看，因为19岁的毛泽东从资料上看，总共读过半年小学，一年不到的中学，在图书馆自学过半年，他怎么可能学识渊博、思想深邃，学识和思想是从天上掉下来的吗？这不符合毛泽东的唯物主义观点。第二，19岁的毛泽东是不是就能彬彬有礼，永远像老夫子一样，温良恭俭让，据我查到的资料，中年以后，已经成为革命领袖的毛泽东，还曾在工作争吵中动手殴打自己的弟弟毛泽民，当然他马上向毛泽民道了歉，知错能改，这是伟人风范。中年以后的毛泽东都还有控制不住脾气的时候，19岁年轻气盛的时候，难道发生一点点争执很奇怪吗？”